# St. Marys (Ontário)

St. Marys é uma cidade localizada na província canadense de Ontário. Sua área é de 12.48 quilômetros quadrados, sua população é de 6,293 habitantes e sua densidade demográfica é de 504.3 hab/km quadrado.